# FCB (agence de publicité)
Pour les articles homonymes, voir FCB.
FCB (Foot Cone and Belding) est un réseau d'agences globales de publicité, propriété d'Interpublic Group. 
En 2006, FCB fusionnait avec Draft.

## Histoire

### FCB
Fondée à Chicago en 1873, FCB a été la troisième plus ancienne agence de publicité au monde. L’agence avait pour nom Lord & Thomas jusqu’en 1942, quand Albert Lasker, un des fondateurs de la publicité moderne, vendit la société à ses trois dirigeants, Emerson Foote à New York, Fairfax Cone à Chicago et Don Belding en Californie. En 2000, FCB réalisait un chiffre d’affaires de 9,5 milliards de dollars avec plus de 190 bureaux dans plus de 102 pays. 

### Draft
Draft commença comme une agence de marketing direct appelée Kobs & Brady en 1978. Howard Draft y était un des directeurs commerciaux. En 1986, Kobs & Brady fut achetée par Ted Battes Worldwide. L’agence a été renommée Kobs & Draft quand H. Draft devint le Chairman et le CEO de la société. En 1995, l’agence repris son indépendance à la suite d’un rachat par son management et s’appela Draft Direct Worldwide. Un an plus tard, l’agence fut rachetée par le réseau Interpublic Group of Companies.

### Fusion
Les deux agences ont annoncé leur fusion en juin 2006. Draftfcb est aujourd’hui le premier réseau mondial intégré agissant avec un seul compte d’exploitation pour l’ensemble des métiers liés à la communication. 
En octobre 2006, quelques mois après avoir annoncé la fusion, Draftfcb fut désignée par Wal-Mart comme son agence de référence pour un budget estimé à 580 millions de dollars par an. Quelques semaines après, à la suite du renvoi de la directrice de la communication et du marketing de Wal-Mart, Draftfcb perdit le compte. La perte de ce budget fut un moment difficile pour l'agence en fusion. Le magazine spécialisé Advertising Age avait nommé FCB agence de l'année en 1986 et 1988, et prévoyait d'attribuer cette distinction en 2006 à Draftfcb, mais revint sur ce choix après la perte du compte Wal-Mart.

## En France
En France Kobs &draft a été créée en 1988 par Marc Henon. Les agences Draft et FCB ont fusionné depuis décembre 2006. Draftfcb est l’un des dix premiers groupes de publicité en France.